# Drimys ledermannii
Drimys ledermannii är en tvåhjärtbladig växtart som beskrevs av Friedrich Ludwig Diels. Drimys ledermannii ingår i släktet Drimys och familjen Winteraceae. Inga underarter finns listade.